# Melanopsis doriae
Melanopsis doriae is een slakkensoort uit de familie van de Melanopsidae. De wetenschappelijke naam van de soort is voor het eerst geldig gepubliceerd in 1865 door Arturo Issel.